# Eske Bille
Eske Bille (ca. 1480 — 9 de fevereiro de 1552) foi um diplomata e nobre dinamarquês que serviu como Rigshofmester (Regente do Reino) de 1547 até a sua morte. Foi também um membro do Conselho do Reino em 1523. Em 1537, torna-se um cavaleiro, o mais alto posto da nobiliarquia dinamarquesa.
Era filho de Peder Bille e Anne Knudsdatter Gyldenstierne. Ele era um primo de primeiro grau de Claus Bille e um membro da família Bille que se tornou a mais politicamente poderosa família nobre da Dinamarca durante a sua vida.